# K2
För andra betydelser, se K2 (olika betydelser).
K2, lokalt kallat Dapsang eller Chogori, även känt som Mount Godwin Austen eller Qogir Feng, är världens näst högsta berg med en höjd på 8 611 meter över havet. I klättervärlden kallas berget även för klättrarnas berg eftersom det är ett mycket krävande och riskabelt berg att bestiga. Även om berget numera attraherar relativt många klättrare varje säsong är antalet lyckade bestigningar lågt. Antalet kommersiella operatörer som ordnar expeditioner till K2 är betydligt färre än på Mount Everest. K2 är beläget i bergskedjan Karakoram på gränsen mellan Kina och Pakistan. 
Trots att Mount Everest är högre, anses K2 svårare att bestiga, delvis på grund av det mycket oförutsägbara vädret som råder, men framförallt på grund av den höga tekniska svårigheten på bergets alla sidor i kombination med bergets isolerade läge. K2 anses av klättrare som ett av världens svåraste och farligaste berg att bestiga.

## Leder

### South East Ridge/Abruzzi Spur
Italienarna Achille Compagnonis och Lino Lacedellis väg till toppen 1954. Leden går uppför Abruzzi Spur i mycket lavinfarlig terräng för att senare kliva på South East Ridge. Idag är leden standardleden till toppen. 166 personer har nått toppen via South East Ridge och 45 har omkommit, flertalet vid fall i Bottleneck nära toppen som kallas den farligaste passagen.

### South Pillar Route/Magic Line
Efter att italienaren Reinhold Messner nått toppen av Mount Everest 1978 utan syrgas försökte han 1979 nå toppen via den nya leden som han döpte till Magic Line. Messner nådde emellertid aldrig toppen. Istället nådde polackerna Wojtek Wroz och Przemyslaw Piasecki samt slovaken Peter Bozik toppen först 1986. Sommaren 2004 nådde spanjoren Jordi Corominas som fjärde person toppen via Magic Line. 6 personer har omkommit på leden.

## Namn
Berget upptäcktes av britten Thomas George Montgomerie 1856 och han gav berg i bergskedjan namn i den ordning han upptäckte dem. K står för Karakoram och 2 för att det var det berg som han vid namngivningen visuellt uppfattade som näst högst i området. Andra toppar namngavs till K1, K3, K4, K5 och så vidare, men döptes senare om till Masherbrum, Broad Peak, Gasherbrum II och Gasherbrum I. De flesta av de namnen är namn använda av lokalbefolkningen, men K2 hade inget sådant namn eftersom det inte var synligt från någon by. Mount Godwin-Austen föreslogs som namn (efter upptäcktsresanden Henry Haversham Godwin-Austen) men antogs aldrig och därför behölls kodnamnet K2 som bergets officiella västerländska namn. Mount Godwin-Austen används emellertid ibland. Andra namn som används är Savage Mountain och Mountaineer's Mountain.

## Åtkomst
K2 nås med bil till Askole från Skardu flygplats. Från Askole är det ca 100 km vandring över stenar och senare glaciärunderlag innan K2 är synligt till vänster.

## Klätterhistoria

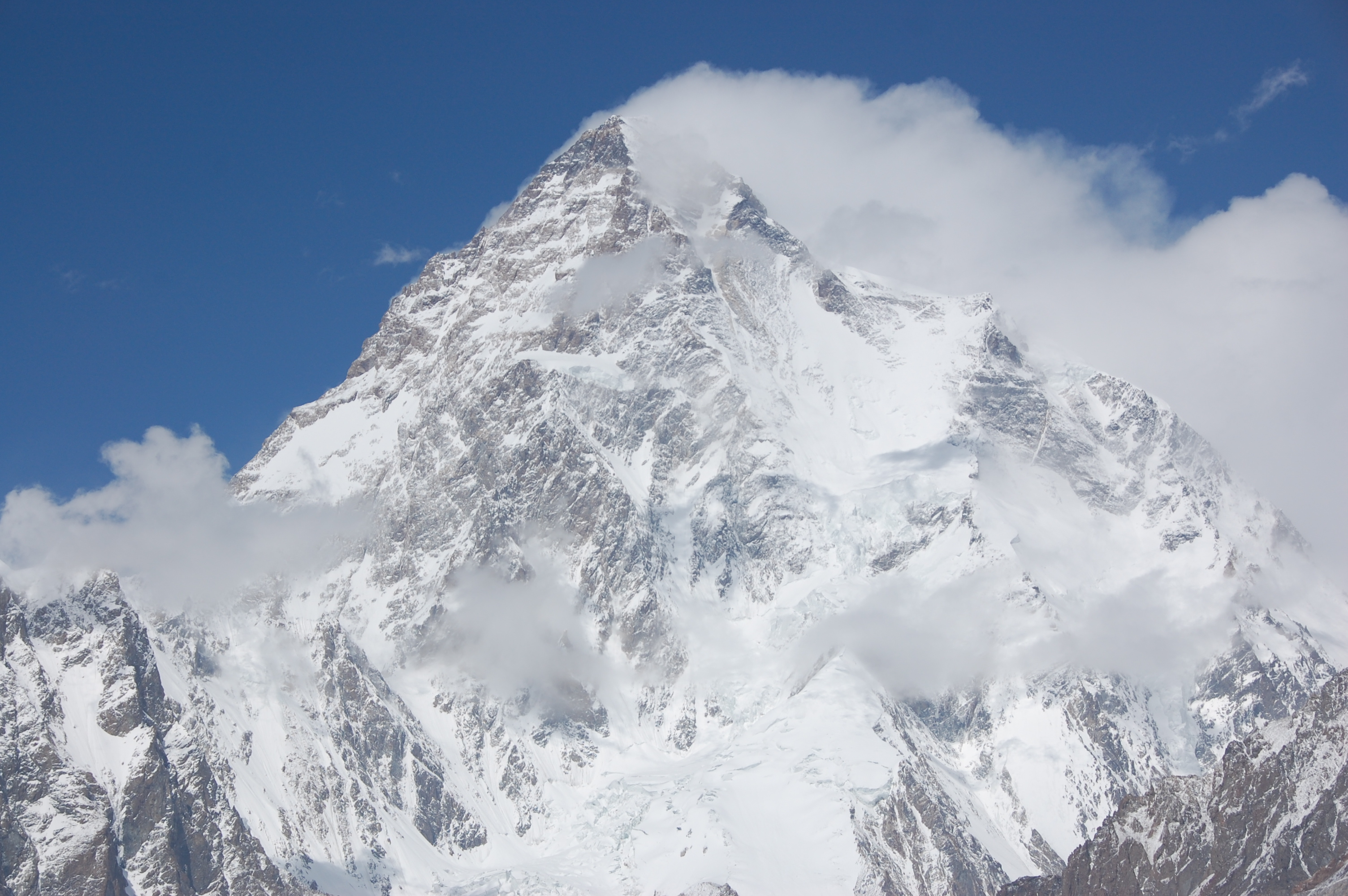
Den övre delen av K2.

Det första seriösa försöket att nå toppen gjordes 1902 av en expedition ledd av Oskar Eckenstein och Aleister Crowley, men efter fem seriösa och kostsamma försök hade ingen medlem nått toppen, på grund av bristande förberedande träning, personliga konflikter och dåliga väderförhållanden; av 68 dagar på K2 gav enbart 8 klart väder 
1938 anlände en amerikansk expedition till berget ledd av Charles Houston. Expeditionen var väl arrangerad och hade bland annat sherpasidar Pasang Kikuli med i teamet. I fint väder vände de på 7 925 meters höjd. 1939 kom amerikanerna tillbaka, nu med legendaren Fritz Wiessner som ledare. Expeditionen nådde 8 380 meter över havet.
Bergets topp bestegs första gången 31 juli 1954 av Achille Compagnoni och Lino Lacedelli, medlemmar av en italiensk expedition ledd av Ardito Desio. Även en pakistansk medlem ingick i expeditionen, Muhammad Ata-ullah. Han ingick även i en amerikansk expedition som året innan gjorde ett misslyckat försök och tvingades vända på grund av storm och en förolyckad expeditionsmedlem, Art Gilkey. Expeditionen följde sydostkammen, kallad Abruzzi-kammen, som kom att bli standardleden till toppen.
Det kom att ta hela 23 år innan toppen bestegs igen. Den gången gjordes bestigningen av en japansk expedition ledd av Ichiro Yoshizawa, vilket blev den andra lyckade bestigningen av K2. I expeditionen fanns en pakistansk klättrare, Asraf Amman.
1978 genomfördes den tredje lyckade bestigningen av K2 via en ny längre led uppför den östra kammen. Den här gången var det en amerikansk expedition ledd av klättraren James Whittaker. I expeditionen ingick Louis Reichardt, James Wickwire, John Roskelley, och Rick Ridgeway. Wickwire genomförde en övernattning 150 m nedanför toppen, något ingen människa tidigare gjort på den höjden .
1979 kom den välkände italienaren Reinhold Messner till berget och hade för avsikt att bestiga berget via Sydpelaren (The Magic Line) men avbröt försöket på grund av lavinrisken och bytte istället led till standardleden och nådde toppen 12 juli utan syrgas, tillsammans med Michael Dacher.
En japansk bestigning via den kinesiska sidan av toppen genomfördes 1982. Expeditionen leddes av Isao Shinkai och Masatsugo Konishi och i gruppen ingick Naoe Sakashita, Hiroshi Yoshino och Yukihiro Yanagisawa. Den 14 augusti på väg ner från toppen förolyckades Yanagisawa. Fyra andra medlemmar av teamet nådde toppen dagen efter .
1986 nådde 27 klättrare toppen, och 13 dog. Den 4 augusti på vägen ner från toppen överraskades ett flertal klättrare av ett oväder och var fast i det högsta lägret på 8 000 meter över havet och kunde bara försöka vänta ut stormen. Endast Kurt Diemberger och Wilhelm Bauer överlevde den stormen. Wanda Rutkiewicz från Polen blev den första kvinna att nå toppen 1986.
1992 försökte ett internationellt team bestiga K2 via Abruzzi-kammen. I gruppen ingick bland andra Mikael Reuterswärd, Carl-Johan Lagne och Oskar Kihlborg. Förstnämnda två nådde 8 000 meter innan de tvingades vända på grund av dåligt väder. Nedstigningen komplicerades av att en mexikansk expeditionsdeltagare omkom och ledaren för det internationella teamet Gary Ball drabbades av lungödem.
23 juni 1993 nådde Göran Kropp som förste skandinav toppen utan syrgas tillsammans med en brittisk klättrare, David Sharman, som dock vände i den så kallade Bottleneck-passagen ett par hundra meter under toppen. Göran ingick i likhet med engelsmannen formellt i en slovensk expedition, de hade köpt in sig i teamet men förvägrades att bestiga berget med dem. Den slovenska truppen nådde aldrig toppen, vissa dog andra förfrös sig grovt. Kropp och Sharman gjorde därför ett eget försök. 
Strax efter Kropps bestigning anlände den svenska expeditionen ledd av Magnus Nilsson och Rafael Jensen. Kropp hade ursprungligen varit medlem av denna expedition, men bland annat på grund av tidsfaktorn, istället valt att köpa plats i det slovenska teamet. Övriga medlemmar i det svenska teamet var: Sten-Göran Lindbladh, Jerker Fredholm, Ola Hillberg, Håkan Bjerneld (expeditionsläkare) och Clas Elofsson (filmare). Den 30 juli besteg dansken Rafael Jensen och svensken Daniel Bidner berget och deras expedition blev därmed den första skandinaviska som nått toppen. De båda klättrade som brukligt på K2 utan syrgas. På vägen ner från toppen drabbades Bidner under natten av höghöjdsjuka - så kallad HACE (High Altitude Cerebral Edema)- varigenom nedstigningen försvårades och Bidner föll till sin död. Jensen klarade sig dock och fick längre ned assistans av bland andra ryssen Anatolij Bukrejev.
År 2005 nådde inte någon klättrare toppen av K2. Bland annat en norsk expedition ledd av Rolf Bae försökte sig på berget men tvingades avbryta sina försök på grund av fruktansvärt dåligt väder.
Det kom att dröja ända till 26 juli 2006 innan någon nådde toppen av berget sedan sommaren 2004. Detta gjordes av det italienska paret Nives Meroi och Romano Bene som nådde toppen 10.30 (lokal tid).
Sommaren 2006 nådde totalt endast fyra klättrare toppen. Fyra ryssar försvann spårlöst efter en lavin på hög höjd den 14 augusti och får antas vara döda.
Efter en lång kamp och en rekognosceringsexpedition 2006 lyckades en rysk expedition bestiga K2 via den västra väggen via en ny direkt led den 21 augusti 2007. Först på toppen var Andrew Mariev och Vadim Popovich. Den västra väggen ses som en oerhört svår led med sin svåra klättring på hög höjd. Sommaren 2007 omkom ytterligare två klättrare efter fall i Bottleneck-passagen nära toppen.
I början av augusti 2008, då vädret förbättrades efter lång väntan, försökte ett 25-tal olika klättrare nå toppen. Minst 11 av dem rapporteras ha omkommit, då en del av isväggen ovanför Bottleneck Couloir rasade. Svensken Fredrik Sträng avbröt sin toppattack tidigt efter läger C4 när han insåg att tempot hos de framförvarande klättrarna var alldeles för lågt. Han kom därefter att delta i räddningsarbetet.
Den 6 augusti 2010, under ett försök att bestiga berget, omkom den svenske extremskidåkaren Fredrik Ericsson efter ett fall på närmare 1 000 m. Ericsson hade haft för avsikt att åka skidor ner från toppen.
281 klättrare  har nått toppen av K2 (oktober 2007) och 66 har dött på berget.
Den 16 januari 2021 gjorde tio nepalesiska klättrare den första lyckade vinterbestigningen. Gruppen nådde toppen alla tillsammans och bestod av Mingma Gyalje Sherpa och Nirmal Purja (ledare), och Gelje Sherpa, Mingma David Sherpa, Mingma Tenzi Sherpa, Dawa Temba Sherpa, Pem Chhiri Sherpa, Kilu Pemba Sherpa, Dawa Tenjing Sherpa och Sona Sherpa. Nirmal Purja var den ende som nådde toppen utan att använda extra syre. Samma dag avled en medlem av en spansk expedition, Sergi Mingote, vid en nedstigning från Läger C3; han föll någonstans mellan Läger C1 och det framskjutna baslägret.
22 juli 2022 besteg Stefan Emma Isgren K2. Stefan gjorde klättringen med syrgas och ingick i ett team från Imagine Nepal.

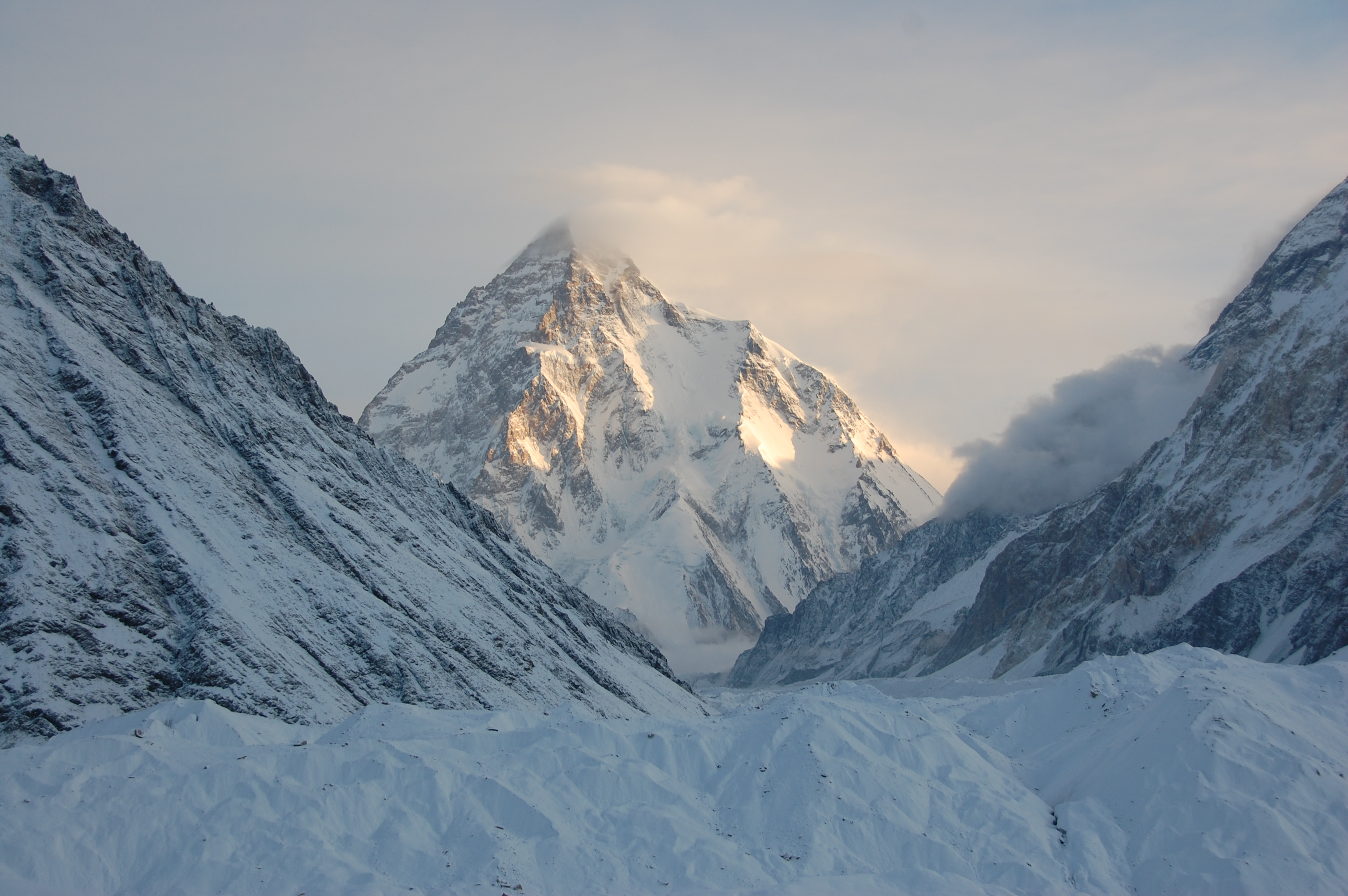
Bild på de branta delarna av K2 (berget i mitten).

## Klätterleder och svårigheter
Det finns flera vägar upp på K2. De har alla gemensamt att den höga höjden leder till svårigheter på grund av syrebrist. På toppen är syretrycket endast en tredjedel jämfört med havsnivå , lufttryck cirka 350 hPa. En annan svårighet med K2 är de oförutsägbara stormar som kan vara i flera dagar och som har orsakat många dödsfall. En tredje svårighet är att alla klätterleder är mycket branta vilket skapar faror i synnerhet under stormar. Man måste vara uppe vid ett visst klockslag på dagen, om inte måste man vända. Annars hinner man inte till sitt läger innan mörkret faller. Det är alltför farligt att klättra ner i svåra passager i mörker. Att övernatta i det fria är lika farligt på grund av den extrema nattkylan. Åtskilliga har omkommit för att de inte velat vända nära toppen.
Den som blir skadad på hög höjd och inte kan gå själv måste lämnas kvar för att dö. Det är omöjligt att bära ner någon utan specialutrustning och det är alltför farligt och svårt med en undsättningsexpedition. [källa behövs]

## Böcker om K2
- Ascent of K2 Second Highest Peak in the World av Ardito Desio
- K2: Triumph and Tragedy av Jim Curran
- K2: The Story of the Savage Mountain av Jim Curran
- K2: The Savage Mountain av Charles Houston
- K2: Quest of the Gods av Ralph Ellis
- The Last Step: The American Ascent of K2 av Rick Ridgeway
- K2: One Woman's Quest for the Summit av Heidi Hawkins
- The Endless Knot: K2, Mountain of Dreams and Destiny av Kurt Diemberger
- K2 Kahani av Mustansar Hussain Tarra
- Savage Summit : The True Stories of the First Five Women Who Climbed K2 av Jennifer Jordan
- K2 På Liv och Död av Fredrik Sträng
- K2 Life and Death on the World's most dangerous Mountain av Ed Viesturs och David Roberts